# 赤神神社
赤神神社（あかがみじんじゃ）は、秋田県男鹿市にある神社である。一般には赤神神社五社堂として知られる。五社堂5棟は国の重要文化財（建造物）に指定されている。旧社格は郷社。

## 歴史
72年（景行天皇2年）（あるいは、80年（景行天皇10年）とも81年（景行天皇11年）ともいう）、赤神と称した漢の孝武帝が天から降りてきたという伝説がある。一方、縁起によると、860年（貞観2年）、慈覚大師円仁が当地に来て赤神山日積寺永禅院（永禅坊とも）を創建したのに始まり、1216年（建保4年）、比叡山の山王七社を勧請して造営されたが、うち2社が廃れたため五社堂となったとする。
中世を通じて橘氏、安東氏の崇敬を受け、近世にはいると佐竹氏により領内12社のうちに選ばれ、篤く信仰された。現在見られる五社堂は1710年（宝永7年）建立とされている。明治以降、従来の神仏習合から神社として独立し、1998年（平成10年）から2002年（平成14年）まで大修理が行われた。

## 祭神
瓊瓊杵尊とする文献があるが、神社の公式サイトでは赤神山大神としている。また、円空作十一面観音も祀られている。

## 伝説

### なまはげ
なまはげは、当地に来訪した武帝が連れてきた鬼であったとする伝説がある。鬼の乱暴を止めるために村人が申し出た「一晩に千段の石段を作れるならば娘を差し出す、出来なければ山に帰ること」という賭けを承諾した鬼たちが、999段まで作り終えたところで、村人の一人が鶏の鳴き真似をして乱暴を止めさせたと言われている。

### 赤神と黒神
竜飛岬の黒神と当地の赤神が、十和田湖の女神を巡って争い、赤神が負けたが、同情した女神は赤神を選んだという伝説がある。

## 文化財
重要文化財
- 赤神神社五社堂 5棟
正面入母屋造、背面切妻造の社殿が5棟、横一列に並ぶ。向かって右から三の宮堂、客人権現堂（まろうどごんげんどう）、赤神権現堂（中央堂）、八王子堂、十禅師堂と称する。1710年（宝永7年）の建立である。
- 赤神神社五社堂（中央堂）内厨子
赤神権現堂内に安置する厨子で、堂より古く室町時代後期のものである。

男鹿市指定史跡
- 赤神神社五社堂境内地

## ギャラリー

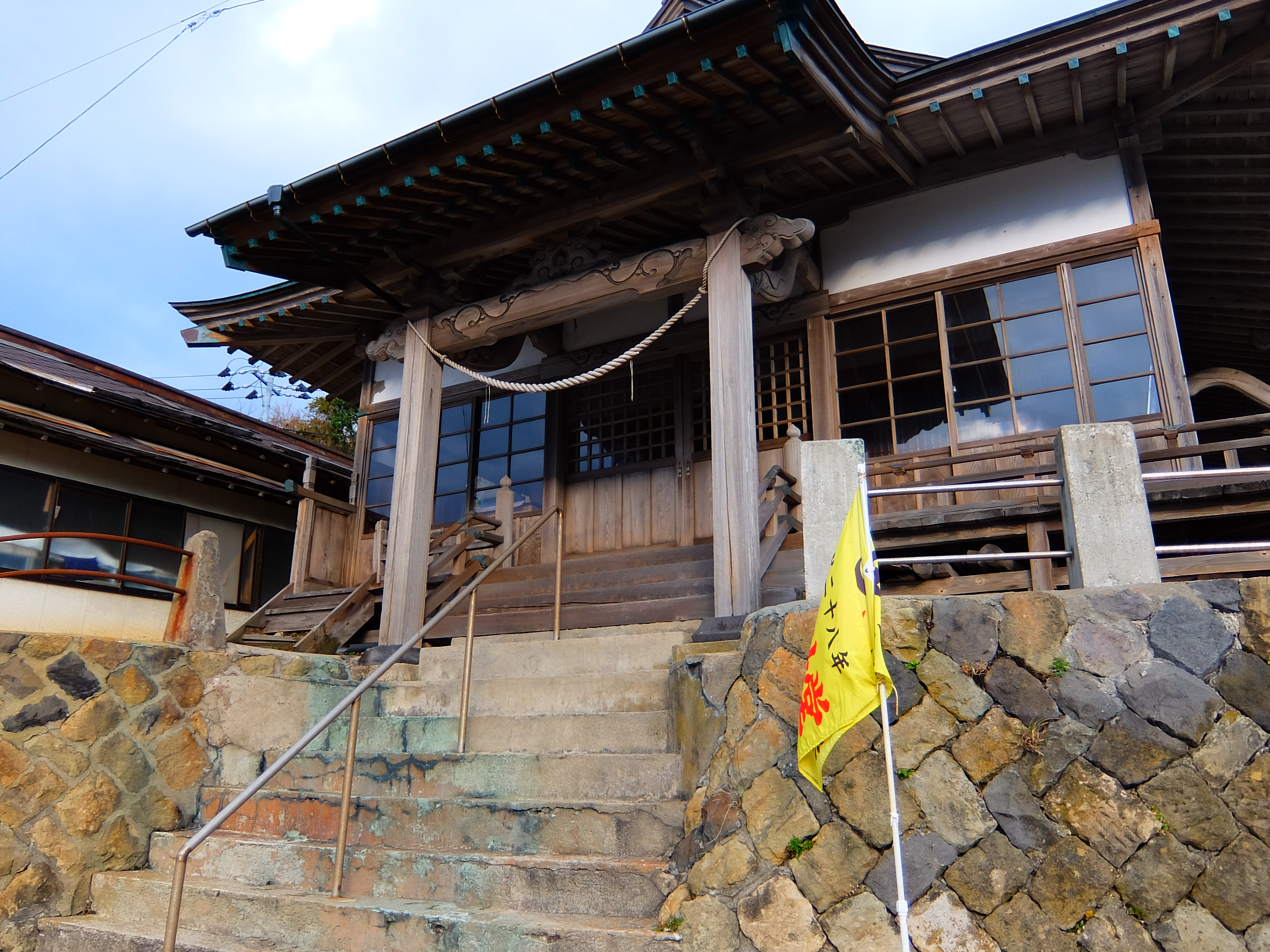
赤神神社　拝殿
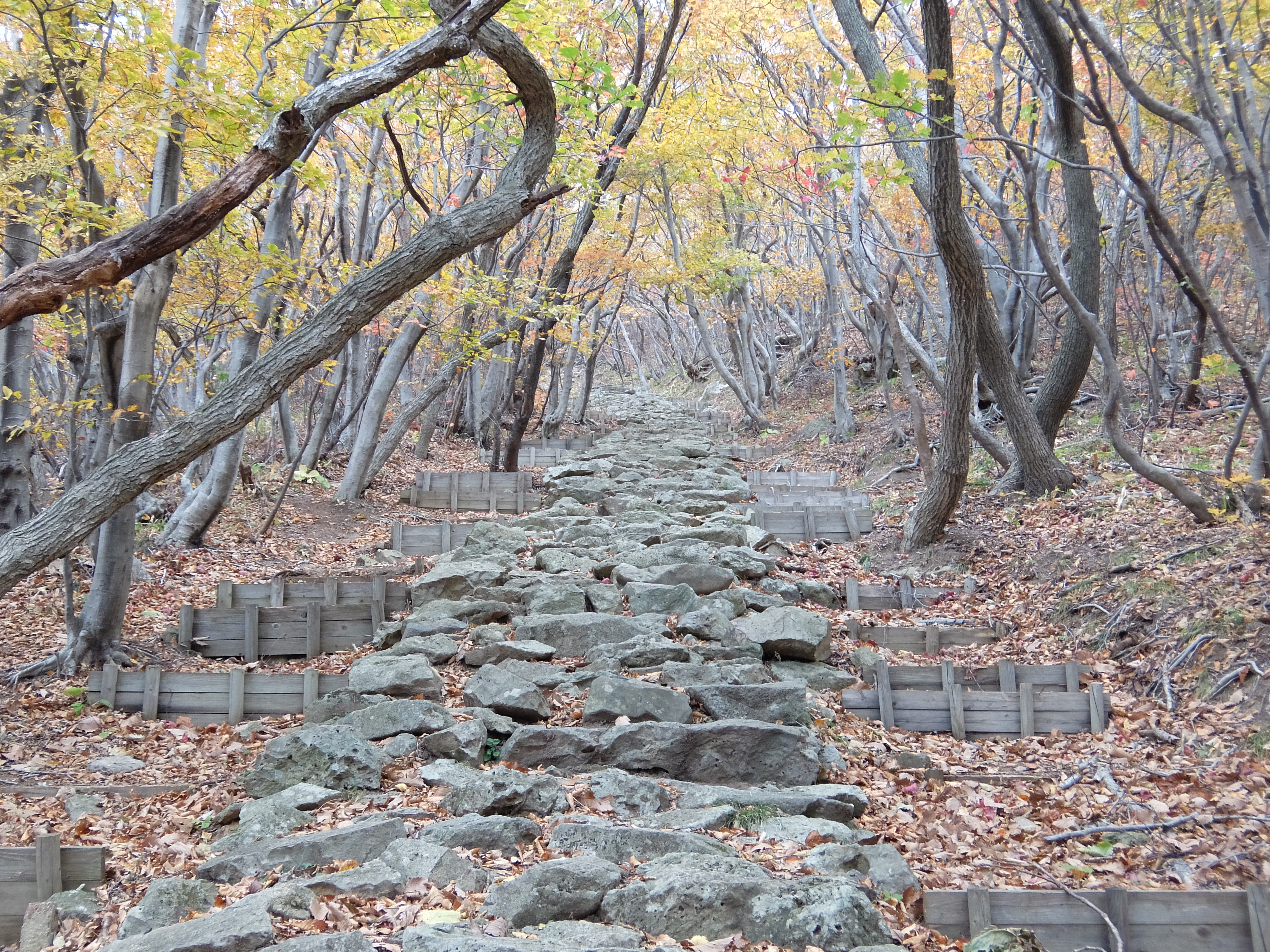
赤神神社　石の階段
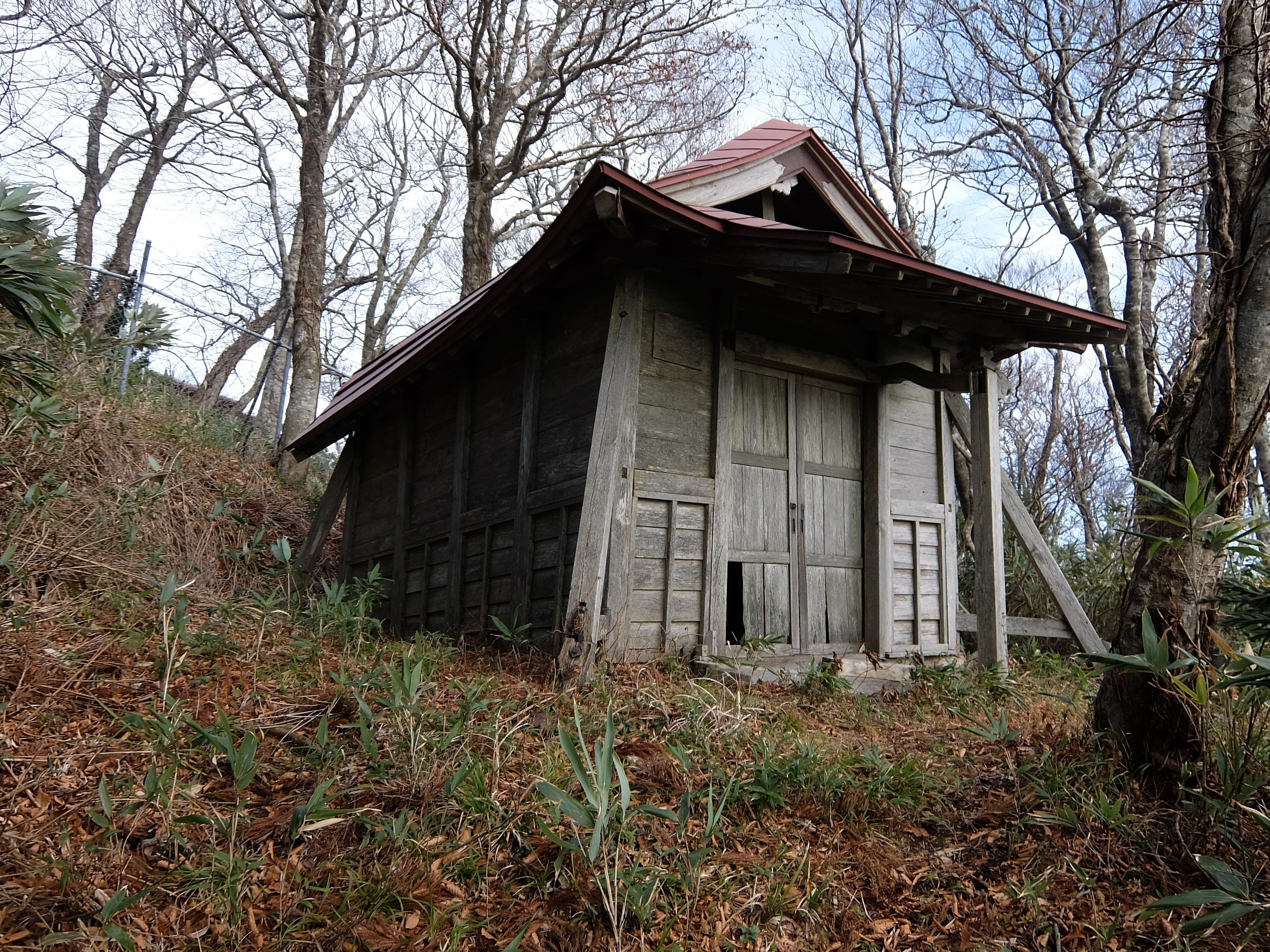
赤神神社　奥宮(本山山頂)
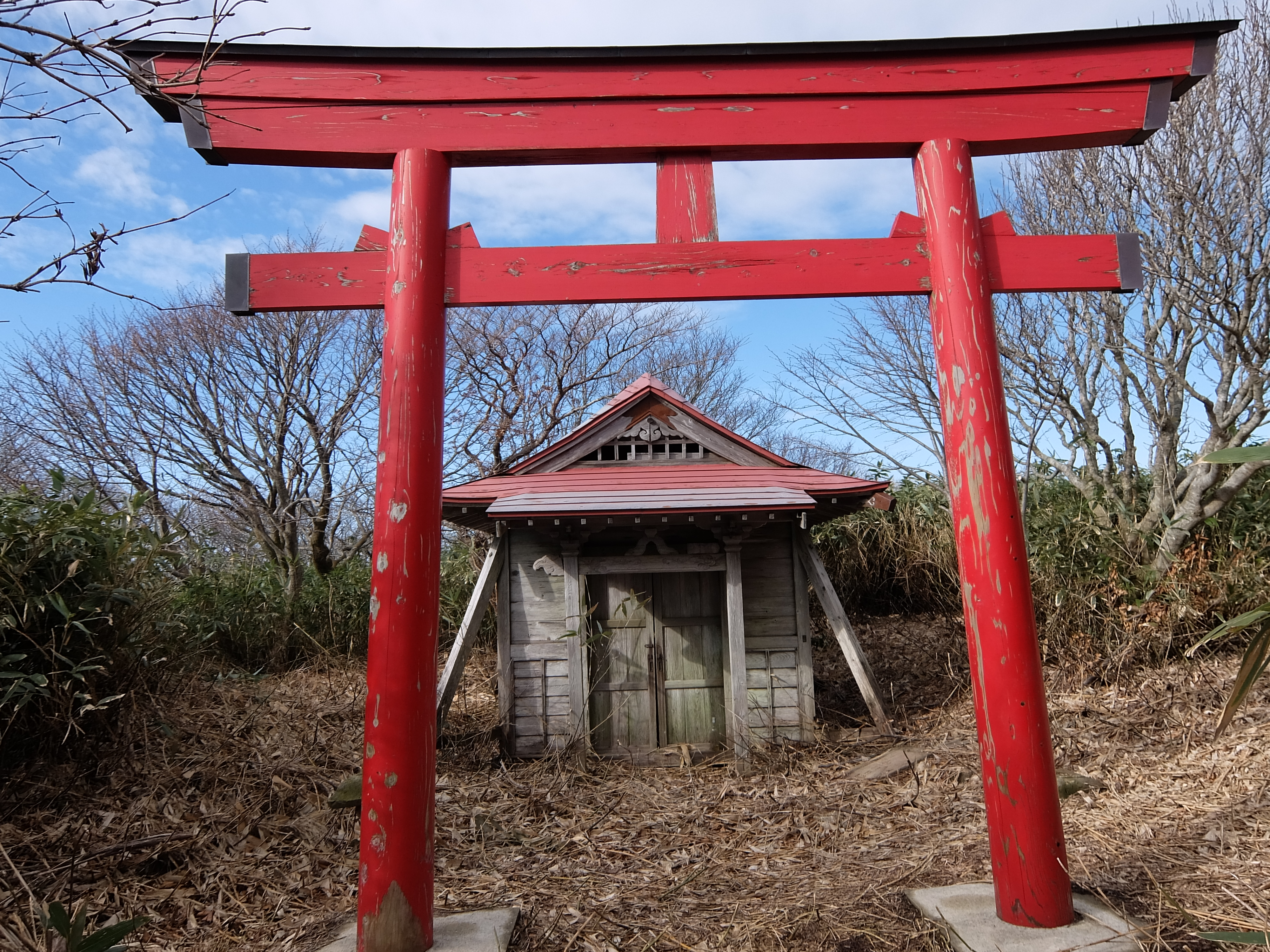
赤神神社 中宮(毛無山山頂)